# Élections législatives trinidadiennes de 2025
Les élections législatives trinidadiennes de 2025 ont lieu le 28 avril 2025 afin d'élire les 41 représentants de la Chambre des représentants de Trinité-et-Tobago.
Elles sont remportées par la coalition menée par le Congrès national uni sous la direction de Kamla Persad-Bissessar qui redevient Premier ministre de Trinité-et-Tobago après l'avoir été entre 2010 et 2015.

## Contexte

### Élections législatives de 2020
Les élections législatives d'août 2020 voient la victoire du Mouvement national du peuple (PNM) au pouvoir qui conserve, malgré un léger recul, sa majorité absolue à la Chambre des représentants avec 22 sièges sur 41. Cependant, le scrutin est marqué par une demande de recomptage des bulletins dans plusieurs circonscriptions par le parti d'opposition du Congrès national uni, ce qui retarde la proclamation des résultats définitifs. Keith Rowley est reconduit au poste de Premier ministre et prête serment le 19 août.

### Vague de violence et démission de Keith Rowley
En 2024, le pays est confronté à une grave crise sécuritaire, marquée par une hausse des assassinats liés aux bandes criminelles de narcotrafic avec 623 homicides enregistrés en 2024 contre 577 en 2023. Le 28 décembre 2024, après une nouvelle fusillade entre gangs rivaux devant un commissariat, le gouvernement décide, le 30 décembre, de décréter l'état d'urgence sur l'ensemble du territoire pour tenter d'enrayer cette situation de violence,. Le 15 avril 2025, ce dernier est finalement levé après quatre mois en ayant permis plus de 3 000 arrestations et une baisse de 30 % du taux d'homicide sur la même période par rapport à l'année précédente. Des critiques émergent cependant sur le respect des droits civiques pour les personnes arrêtés.
Le 3 janvier 2025, Keith Rowley annonce son intention de démissionner de ses fonctions avant les élections législatives prévues dans l'année. Le 26 février, il annonce que sa démission sera effective à partir du 16 mars,. Le 6 janvier, Stuart Young est élu par le groupe parlementaire du PNM face à Pennelope Beckles par 11 voix contre 9 pour devenir le futur Premier ministre. Il prend ses fonctions le 17 mars et devient le huitième Premier ministre de l'histoire du pays.
Le 18 mars, la présidente de la République Christine Kangaloo, sur l'avis du Premier ministre Stuart Young, décide de dissoudre le Parlement et convoque des élections anticipées pour le 28 avril.

## Système électoral

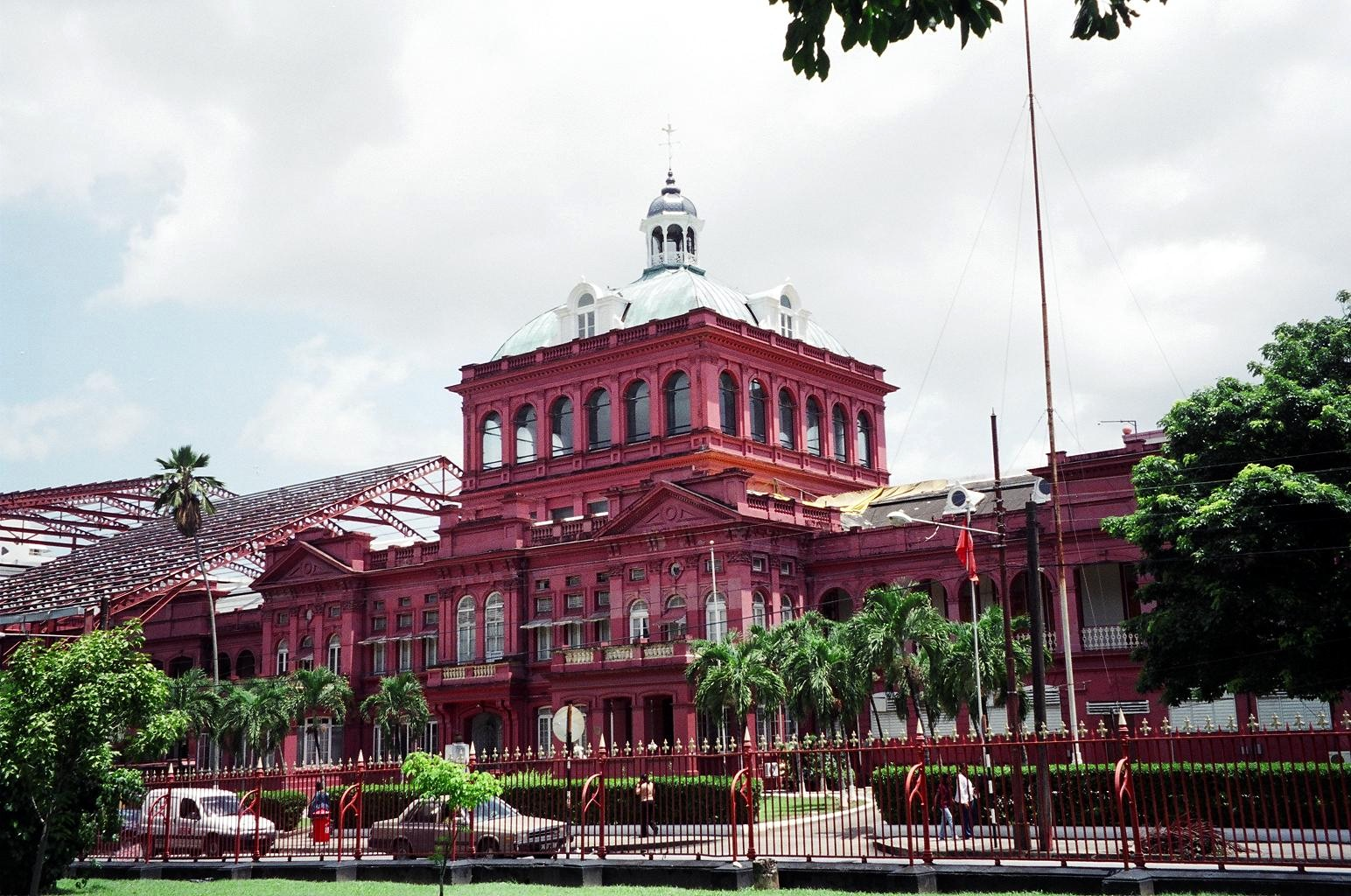
La Maison rouge à Port-d'Espagne, siège du parlement.

La Chambre des représentants est la chambre basse du Parlement bicaméral de Trinité-et-Tobago. Elle est composée de 41 sièges pourvus pour cinq ans au scrutin uninominal majoritaire à un tour dans autant de circonscriptions. Le président de la chambre peut éventuellement être choisi en dehors de ses membres, auquel cas, il en devient membre ex officio.
Le chef du parti qui obtient la majorité des voix à la Chambre des représentants est appelé par le président de la République à former un gouvernement en tant que Premier ministre, tandis que le chef du plus grand parti ou de la plus grande coalition ne faisant pas partie du gouvernement devient le chef de l'opposition.

## Forces en présence
Les partis politiques enregistrés auprès de la Commission des élections et des circonscriptions (EBC) peuvent se présenter aux élections générales en tant que parti. Le Mouvement national populaire (PNM) et le Congrès national uni (UNC) sont les deux plus grands partis, en plus de fournir tous les Premiers ministres depuis 1991.
En décembre 2024, l'UNC forme avec le Congrès du peuple (COP) et le Parti progressiste de l'autonomisation (PEP), une alliance politique nommée la Coalition des intérêts (CoI) soutenu notamment par cinq syndicats du pays afin de concurrencer le PNM pour le scrutin de 2025.
Au total, cent cinquante-huit candidats représentant dix-sept partis et trois candidats indépendants se présentent aux élections législatives de 2025.
| Partis | Partis                                                                     | Partis                                                                   | Positionnement et idéologie                                              | Dirigeant                   | Résultats en 2020           |
| ------ | -------------------------------------------------------------------------- | ------------------------------------------------------------------------ | ------------------------------------------------------------------------ | --------------------------- | --------------------------- |
|        | Mouvement national du peuple People's National Movement (PNM)              | Mouvement national du peuple People's National Movement (PNM)            | Centre gauche Social-libéralisme, nationalisme                           | Stuart Young                | 49,05 % des voix 22 députés |
|        | Coalition des intérêts Coalition of Interests (CoI)                        | Coalition des intérêts Coalition of Interests (CoI)                      | Centre gauche Social-démocratie, Démocratie chrétienne multiculturalisme | Kamla Persad-Bissessar      | Nouveau                     |
|        | Congrès national uni United National Congress (UNC)                        | Centre gauche Social-démocratie, socialisme démocratique, troisième voie | Kamla Persad-Bissessar                                                   | 47,14 % des voix 19 députés |                             |
|        | Parti progressiste de l'autonomisation Progressive Empowerment Party (COP) | Centre gauche Réformisme                                                 | Phillip Edward Alexander                                                 | 0,90 % des voix 0 députés   |                             |
|        | Congrès du peuple Congress of the People (COP)                             | Centre gauche Réformisme                                                 | Prakash Ramadhar                                                         | 0,08 % des voix 0 députés   |                             |
|        | Parti populaire de Tobago Tobago People's Party (TPP)                      | Parti populaire de Tobago Tobago People's Party (TPP)                    | Autonomiste Tobago                                                       | Farley Chavez Augustine     | Nouveau                     |

## Résultats
|                                    |                                                    |                                                    |           |       |       |               |               |
| Parti                              | Parti                                              | Parti                                              | Voix      | %     | +/-   | Sièges        | +/-           |
|                                    |                                                    | Congrès national uni (UNC)                         | 335 161   | 54,04 | 6,90  | 26            | 7             |
|                                    | Parti progressiste de l'autonomisation (PEP)       | 9 379                                              | 1,51      | 0,61  | 0     | en stagnation |               |
|                                    | Congrès du peuple (COP)                            | 6 481                                              | 1,05      | n/a   | 0     | en stagnation |               |
| Total Coalition des intérêts (CoI) | Total Coalition des intérêts (CoI)                 | 351 021                                            | 56,60     | Nv    | 26    | 7             |               |
|                                    | Mouvement national du peuple (PNM)                 | Mouvement national du peuple (PNM)                 | 224 403   | 36,18 | 12,87 | 13            | 9             |
|                                    | Front patriotique (PF)                             | Front patriotique (PF)                             | 21 232    | 3,42  | Nv    | 0             | en stagnation |
|                                    | Parti populaire de Tobago (TPP)                    | Parti populaire de Tobago (TPP)                    | 13 857    | 2,23  | Nv    | 2             | 2             |
|                                    | Alliance nationale de la transformation (NTA)      | Alliance nationale de la transformation (NTA)      | 5 860     | 0,94  | Nv    | 0             | en stagnation |
|                                    | Patriotes progressistes démocrates (PDP)           | Patriotes progressistes démocrates (PDP)           | 1 396     | 0,23  | 1,36  | 0             | en stagnation |
|                                    | Parti du peuple (APP)                              | Parti du peuple (APP)                              | 655       | 0,11  | Nv    | 0             | en stagnation |
|                                    | Mouvement pour le développement national (MND)     | Mouvement pour le développement national (MND)     | 556       | 0,09  | 0,07  | 0             | en stagnation |
|                                    | Nouvelle vision nationale (NNV)                    | Nouvelle vision nationale (NNV)                    | 268       | 0,04  | 0,04  | 0             | en stagnation |
|                                    | Alliance démocratique innovante (IDA)              | Alliance démocratique innovante (IDA)              | 143       | 0,02  | Nv    | 0             | en stagnation |
|                                    | Campagne humanitaire à Trinidad (THC)              | Campagne humanitaire à Trinidad (THC)              | 84        | 0,01  | 0,05  | 0             | en stagnation |
|                                    | Coalition nationale pour la transformation (NCT)   | Coalition nationale pour la transformation (NCT)   | 55        | 0,01  | 0,02  | 0             | en stagnation |
|                                    | Unité du peuple (UP)                               | Unité du peuple (UP)                               | 37        | 0,01  | Nv    | 0             | en stagnation |
|                                    | Mouvement Hyarima (HM)                             | Mouvement Hyarima (HM)                             | 24        | 0,00  | Nv    | 0             | en stagnation |
|                                    | Mouvement de réforme de l'action collective (CARM) | Mouvement de réforme de l'action collective (CARM) | 22        | 0,00  | Nv    | 0             | en stagnation |
|                                    | Indépendants                                       | Indépendants                                       | 563       | 0,09  | 0,03  | 0             | en stagnation |
|                                    |                                                    |                                                    |           |       |       |               |               |
| Votes valides                      | Votes valides                                      | Votes valides                                      | 620 176   | 99,67 |       |               |               |
| Votes blancs et nuls               | Votes blancs et nuls                               | Votes blancs et nuls                               | 2 031     | 0,33  |       |               |               |
| Total                              | Total                                              | Total                                              | 622 181   | 100   | –     | 41            | en stagnation |
| Abstentions                        | Abstentions                                        | Abstentions                                        | 531 695   | 46,08 |       |               |               |
| Inscrits / participation           | Inscrits / participation                           | Inscrits / participation                           | 1 153 876 | 53,92 |       |               |               |

## Analyse et conséquences

Parti vainqueur par circonscription.

Les résultats donnent lieu à une alternance politique avec une large victoire de l'UNC qui remporte la majorité absolue avec 26 sièges sur 41, soit sept de plus qu'au précédent scrutin en 2020, et revient au pouvoir après dix ans passé dans l'opposition. Au pouvoir depuis 2015, le PNM ne conserve que dix-neuf sièges. Il perd ses circonscriptions les plus sûr de La Brea à Trinité et deux à Tobago, où ses dernières sont remportées par le Parti populaire de Tobago (TPP), qui devient le premier parti depuis 2013 à remporter un siège au Parlement en dehors de l'UNC et du PNM,. Un recomptage des voix est cependant demandé par l'UNC dans trois circonscriptions — celle de Fernando East, Malabar/Mausica et Arouca/Lopinot.
Le chef du PNM Keith Rowley reconnaît la défaite de son parti le soir même et annonce sa démission de la tête de celui-ci le 30 avril. Le Premier ministre Stuart Young devient la personne ayant exercé la fonction le moins longtemps de l'histoire du pays,. Kamla Persad-Bissessar lui succède le 1er mai, en redevenant à la tête de l'exécutif après l'avoir occupée de 2010 à 2015. Son retour est accueilli favorablement par des responsables politiques régionaux et internationaux, notamment le Premier ministre de la Jamaïque Andrew Holness, la Première ministre de la Barbade Mia Mottley, la Communauté caribéenne et le secrétaire d'État américain Marco Rubio.
Certains analystes considèrent la victoire de l'UNC comme le résultat du rejet par les électeurs de l'ancien Premier ministre Keith Rowley et de sa manœuvre consistant à nommer Stuart Young avant le scrutin. La victoire de l'UNC est également perçu comme un meilleur signe dans les relations de Trinité-et-Tobago avec l'administration américaine de Donald Trump. Selon l'analyste politique de l'université des Indes occidentales Hamid Ghany, une potentielle victoire du PNM aurait été beaucoup plus surveillée par l'administration américaine du fait de la proximité de Stuart Young avec le Venezuela voisin de Nicolás Maduro, au contraire de celle de Persad-Bissessar, réputée plus favorable à l'égard de Trump.